# Riipirivier
De Riipirivier (Zweeds: Riipijoki) is een rivier die stroomt in de Zweedse  gemeente Pajala. De rivier ontstaat als afwateringsrivier van het meer Riipijärvi, een meer dat omringd wordt door moerassen. Het meer van 8 hectare ligt op circa 270 meter hoogte. De rivier stroomt westwaarts blijvend door moerassen, totdat zij ineens zuidwaarts afbuigt, daarna stroomt ze weer westwaarts naar de Lainiorivier toe. Ze is cira 16 kilometer lang.
Afwatering: Riipirivier → Lainiorivier → Torne → Botnische Golf.